# Tetraberlinia
Tetraberlinia là một chi thực vật có hoa trong họ Đậu.